# Televerkets hus, Halmstad

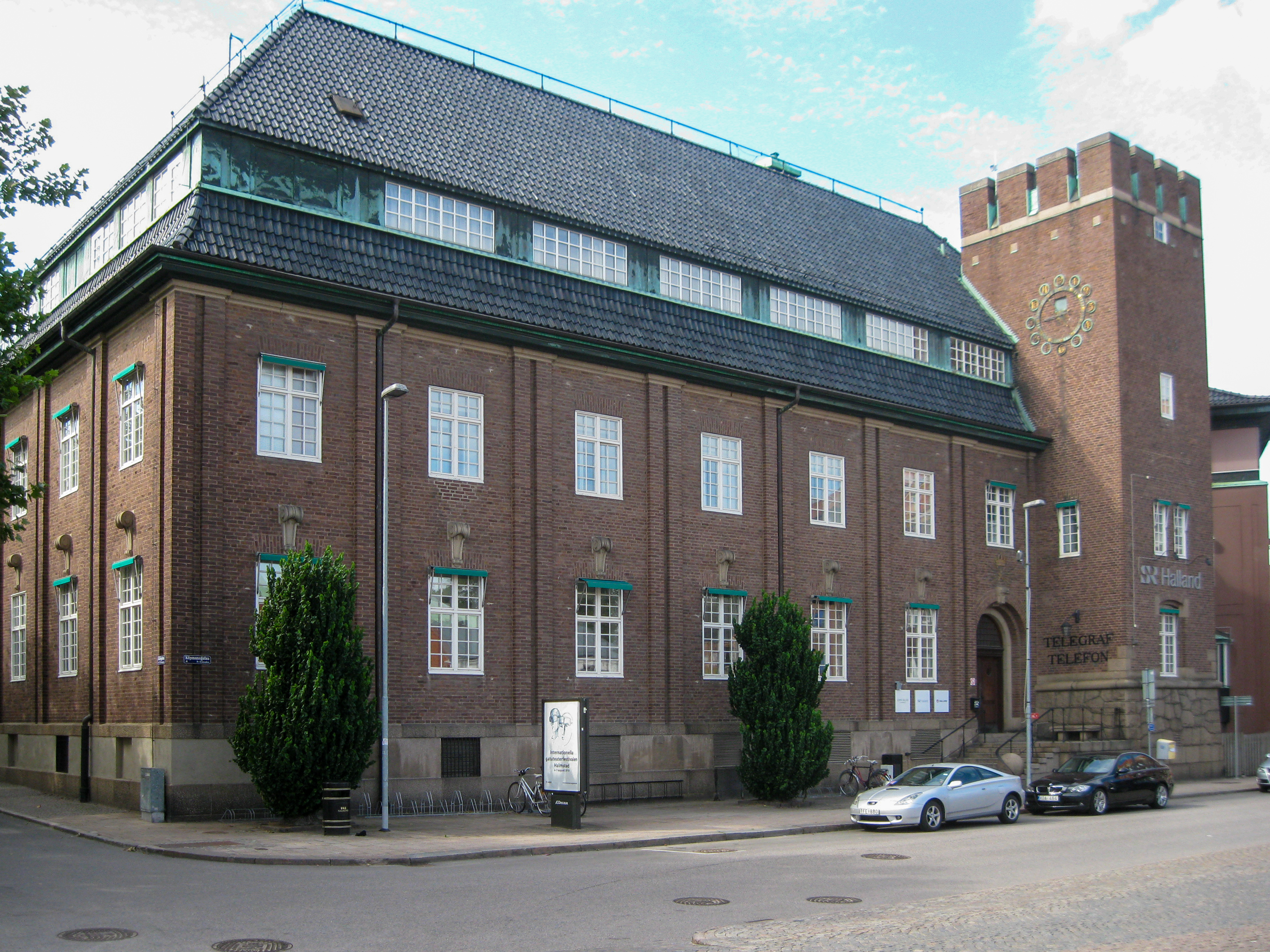
Televerkets hus

Televerkets hus, även kallad Gamla Telegrafen eller Televerksborgen, är en byggnad vid Lilla Torg i Halmstad. Dess ursprungliga funktion var som telegrafstation och den uppfördes 1923-1926 på uppdrag av Kungliga Telegrafstyrelsen. Arkitekt var Aron Johansson. Sedan 1 juli 1993 är huset byggnadsminnesförklarat.
Telegrafhuset byggdes i samband med en uppryckning av miljön kring Lilla Torg på 1920-talet. Vid samma tid uppfördes vid torget ytterligare en numera byggnadsminnesförklarad byggnad, biografen Röda Kvarn. Tillbyggnader av huset skedde 1952 och 1973, båda gångerna med Håkan Brunnberg som arkitekt. Som i många andra motsvarande byggnader försvann televerksamheten under 1990-talet. Bland dem som senare nyttjat lokalerna märks SR Halland.